# 佩爾瑟
佩爾瑟（Perse）是希臘神話中的一個俄刻阿尼得斯（海仙女）。她嫁給了太陽神赫利俄斯，生下了埃厄忒斯、帕西淮以及喀耳刻等子女。